# Афанасьєв Борис Гнатович
Афанасьєв Борис Гнатович (нар. 13 січня 1920, місто Мстиславль Могильовської області БРСР — 1992) — білоруський та український диригент. Народний артист РРФСР (1971 р.).

## Життєпис
Афанасьєв Борис навчався в Мінському музичному технікумі. Закінчив Білоруську державну консерваторію як соліст-скрипаль (1947 р.). Творчий шлях починав концертмейстером оркестру Білоруського драматичного театру, у якому, з невеликою перервою, пропрацював з 1934 до 1943 р. Опинившись в евакуації в м. Томську, організував оркестр, струнний квартет, виїжджав з концертною бригадою на фронт. Восени 1943 р. організував Білоруський державний квартет, з яким виступав у звільнених містах Білорусі. У 1944 р. брав участь в організації Симфонічного оркестру БРСР, до 1950 р. був його концертмейстером (одночасно з керівництвом квартетом). В 1950—1953 рр.. художній керівник Білоруської державної філармонії. В 1953—1960 рр.. — диригент симфонічного оркестру філармонії. Викладав в Білоруської консерваторії.
З 1960 — диригент Пермського театру опери та балету, в 1962–1976 рр.. — головний диригент. Диригував симфонічними концертами пермської філармонії. Переїхав в Україну та очолив Одеський театр опери та балету. Сценічна версія опери-балету «Вій» В. С. Губаренка, вагомий внесок у створення якої в цьому тетатрі вніс Борис Афанасєв була висунута на Державну премію СРСР. Після цього був головним диригентом Дніпропетровського театру опери та балету.

## Постановки
- «Вогняні роки»
- «Вій»
- «Відроджений травень»
- «Ніжність»
- «Орлеанська діва»
- «Опричник»
- «Чародійка» Чайковського
- «Лоенгрін» Вагнера
- «Бал-маскарад» Верді
- «Турандот» Пуччіні
- «Семен Котко» Прокоф'єва
- «Маскарад» Д. Толстого
- «Юккі» («Свято ліхтарів») Спадавеккіа.